# ایناسا، شیزوئوکا
ایناسا، شیزوئوکا (به لاتین: Inasa) یک منطقهٔ مسکونی در ژاپن است که در ناحیه چوبو واقع شده‌است. ایناسا ۱۴٬۴۸۱ نفر جمعیت دارد.